# Azrikam
Azrikam (hebr. עזריקם; oficjalna pisownia w ang. Azriqam) – moszaw położony w Samorządzie Regionu Be’er Towijja, w Dystrykcie Południowym, w Izraelu.

## Położenie
Leży w północno-zachodniej części pustyni Negew.

## Historia
Moszaw został założony w 1950 przez imigrantów z Tunezji na ruinach zniszczonej arabskiej wioski Batnia.

## Gospodarka
Gospodarka moszawu opiera się na intensywnym rolnictwie i uprawach warzyw w szklarniach.